# Remember Tomorrow
Remember Tomorrow es la segunda canción del álbum homónimo del grupo Iron Maiden. 
También existe un álbum tributo a Iron Maiden llamado Maiden Heaven, publicado por Kerrang!, la revista británica, que se encargó de reunir bandas como Metallica, Dream Theater, Avenged Sevenfold, Devildriver, Trivium, Machine Head, entre otras.
De la lista de bandas que participaron se encuentra Metallica versionando Remember Tomorrow, una canción del primer disco Iron Maiden y que para Metallica fue la inspiración para temas como Fade to Black o Welcome Home (Sanitarium) y algunas otras canciones estilo baladas.
- Datos: Q3492635